# Mosaic Stadium
O Mosaic Stadium é um estádio localizado em Regina (Saskatchewan), no Canadá, foi inaugurado em 2017 substituindo o antigo Taylor Field, tem capacidade para 33.350 espectadores, é a casa do time Saskatchewan Roughriders da Canadian Football League.